# رود ژدانوفکا
رود ژدانوفکا (انگلیسی: Zhdanovka) یک رودخانه در شهر سنت پترزبورگ کشور روسیه است.